# Dala distrikt
Dala distrikt är ett distrikt i Falköpings kommun och Västra Götalands län.
Distriktet ligger nordost om Falköping.

## Tidigare administrativ tillhörighet
Distriktet inrättades 2016 och utgörs av socknen Dala i Falköpings kommun.
Området motsvarar den omfattning Dala församling hade vid årsskiftet 1999/2000.